# Little Orvie
Little Orvie é um filme estadunidense de 1940, do gênero comédia dramática, dirigido por Ray McCarey, com roteiro de Lynn Root, Frank Fenton e Robert Chapin baseado no romance Little Orvie, de Booth Tarkington.